# Petrovský potok (přítok Ohře)
Petrovský potok je drobný vodní tok v Doupovských horách v okrese Karlovy Vary. Je dlouhý 8,5 km, plocha jeho povodí měří 16 km² a průměrný průtok v ústí je 0,13 m³/s. Správcem toku je Ministerstvo obrany ČR.
Potok pramení v katastrálním území Doupov u Hradiště v nadmořské výšce kolem 730 m n. m. v sedle mezi bezejmennými kótami 779 m n. m. a 752 m n. m. východně od zaniklé vesnice Tocov. Teče na jihozápad a kromě Tocova protékal další zaniklou vesnicí Petrov. Vzápětí po opuštění vojenského prostoru vtéká do Velichova, kde se v nadmořské výšce 340 m n. m. vlévá zprava do Ohře.
Asi 100 m východně od pramene pramení také potok Bublava.